# Лейк-Г'юз (Каліфорнія)
Лейк-Г'юз (англ. Lake Hughes) — переписна місцевість (CDP) в США, в окрузі Лос-Анджелес штату Каліфорнія. Населення — 544 особи (2020).

## Географія
Лейк-Г'юз розташований за координатами 34°40′57″ пн. ш. 118°27′7″ зх. д. / 34.68250° пн. ш. 118.45194° зх. д. (34.682415, -118.451938).  За даними Бюро перепису населення США в 2010 році переписна місцевість мала площу 27,68 км², з яких 27,51 км² — суходіл та 0,17 км² — водойми.

## Демографія
Згідно з переписом 2010 року, у переписній місцевості мешкало 649 осіб у 300 домогосподарствах у складі 156 родин. Густота населення становила 23 особи/км².  Було 400 помешкань (14/км²).
Расовий склад населення:
| - 83,8 % — білих - 2,9 % — чорних або афроамериканців - 1,1 % — корінних американців - 0,8 % — азіатів - 0,2 % — вихідців з тихоокеанських островів - 8,3 % — осіб інших рас |

До двох чи більше рас належало 2,9 %. Частка іспаномовних становила 16,0 % від усіх жителів.
За віковим діапазоном населення розподілялося таким чином: 16,2 % — особи молодші 18 років, 72,2 % — особи у віці 18—64 років, 11,6 % — особи у віці 65 років та старші. Медіана віку мешканця становила 46,9 року. На 100 осіб жіночої статі у переписній місцевості припадало 104,1 чоловіків;  на 100 жінок у віці від 18 років та старших — 100,0 чоловіків також старших 18 років.
За межею бідності перебувало 49,1 % осіб, у тому числі 67,7 % дітей у віці до 18 років та 88,7 % осіб у віці 65 років та старших.
Цивільне працевлаштоване населення становило 73 особи. Основні галузі зайнятості: науковці, спеціалісти, менеджери — 58,9 %, фінанси, страхування та нерухомість — 19,2 %, освіта, охорона здоров'я та соціальна допомога — 11,0 %, інформація — 6,8 %.